# René Neyer
René Neyer (ur. 4 sierpnia 1961) – szwajcarski zapaśnik walczący w stylu wolnym. Dwukrotny olimpijczyk. Ósmy w Los Angeles i odpadł w eliminacjach w Seulu 1988. Walczył w kategorii 68 kg. Trzy razy brał udział w mistrzostwach świata a jego najlepszy wynik to czternaste miejsce w 1982 i 1987. Zajął siódme miejsce na mistrzostwach Europy w 1984 i szóste w 1988 roku.
- Turniej w Los Angeles 1984

Pokonał Kanadyjczyka Davida McKaya i Egipcjanina Hussama Hamida. Przegrał z zawodnikiem USA Andrew Reinem i Australijczykiem Zsigmondem Kelevitzem. 
- Turniej w Seulu 1988

Przegrał z Andrzejem Kubiakiem i Południowym Koreańczykiem Park Jang-sunem.